# Brosso
Brosso is een gemeente in de Italiaanse provincie Turijn (regio Piëmont) en telt 462 inwoners (31-12-2004). De oppervlakte bedraagt 11,3 km², de bevolkingsdichtheid is 41 inwoners per km².

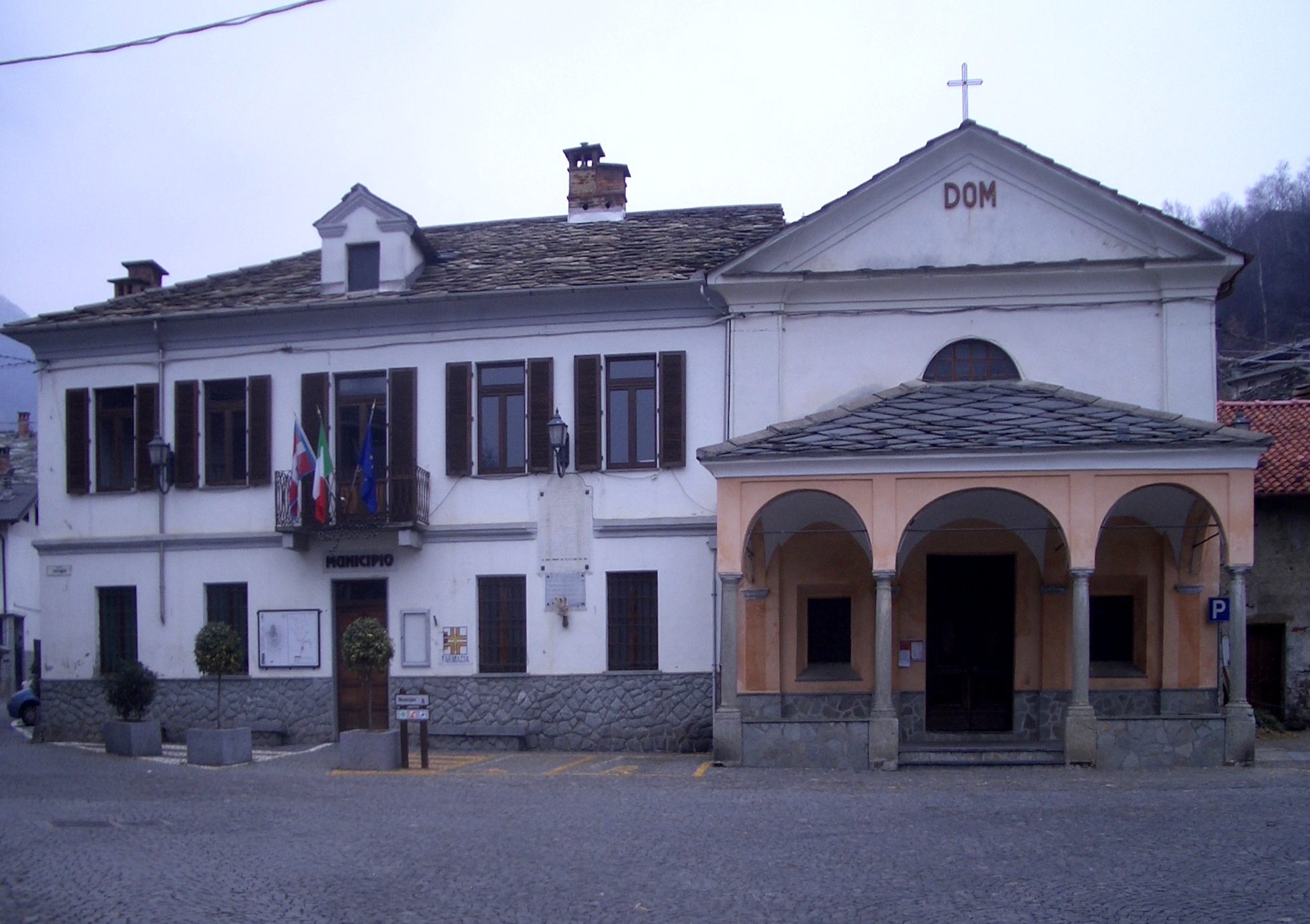
Gemeentehuis
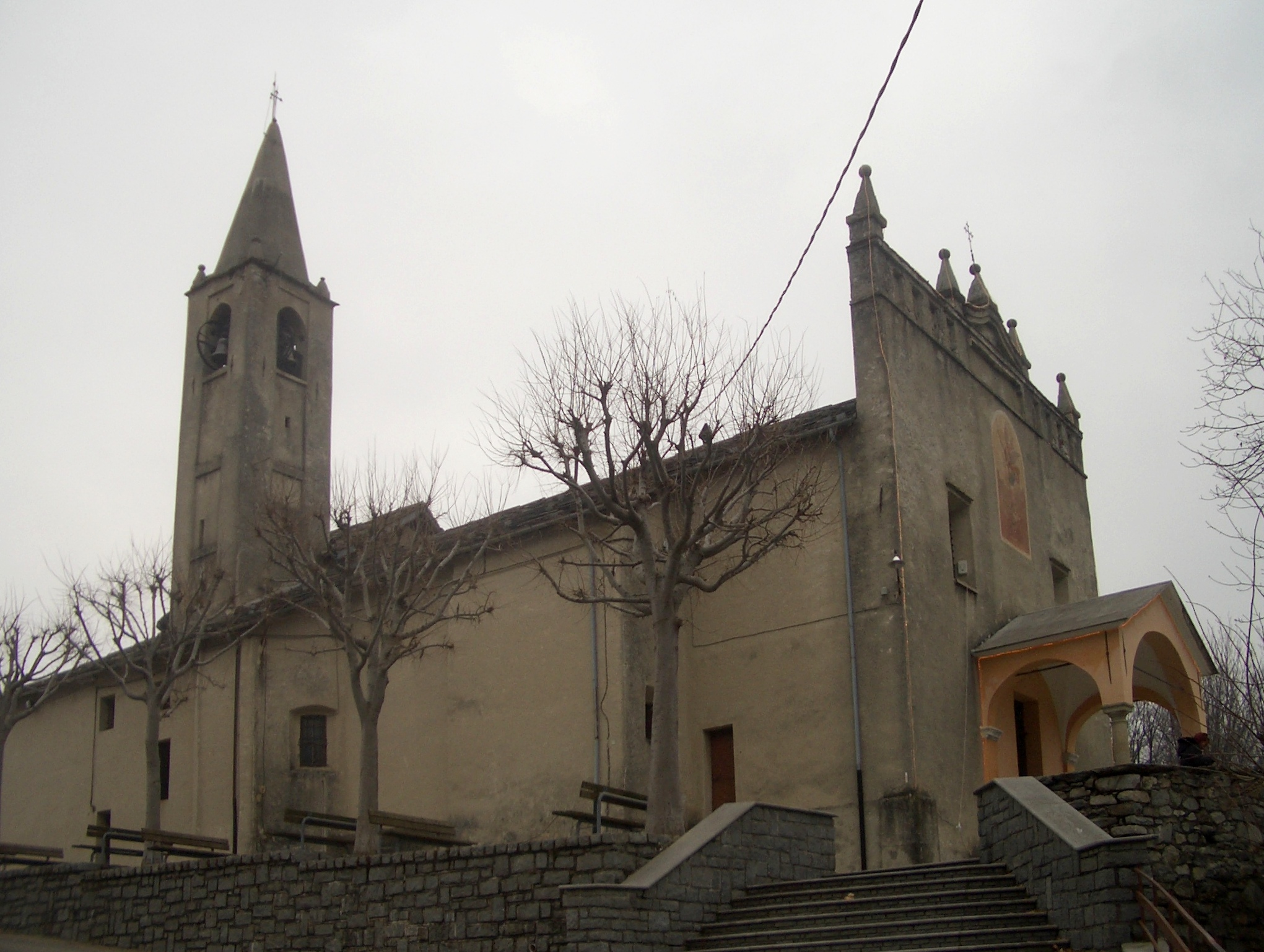
Kerk van San Michele

## Demografie
Brosso telt ongeveer 234 huishoudens. Het aantal inwoners daalde in de periode 1991-2001 met 6,1% volgens cijfers uit de tienjaarlijkse volkstellingen van ISTAT.
| Jaar | Inwoneraantal |
| ---- | ------------- |
| 1991 | 505           |
| 2001 | 474           |
| 2011 | 460           |

## Geografie
Brosso grenst aan de volgende gemeenten: Tavagnasco, Traversella, Borgofranco d'Ivrea, Quassolo, Trausella, Meugliano, Lessolo, Vico Canavese.
1. ↑  https://demo.istat.it/?l=it.